# Incaglio

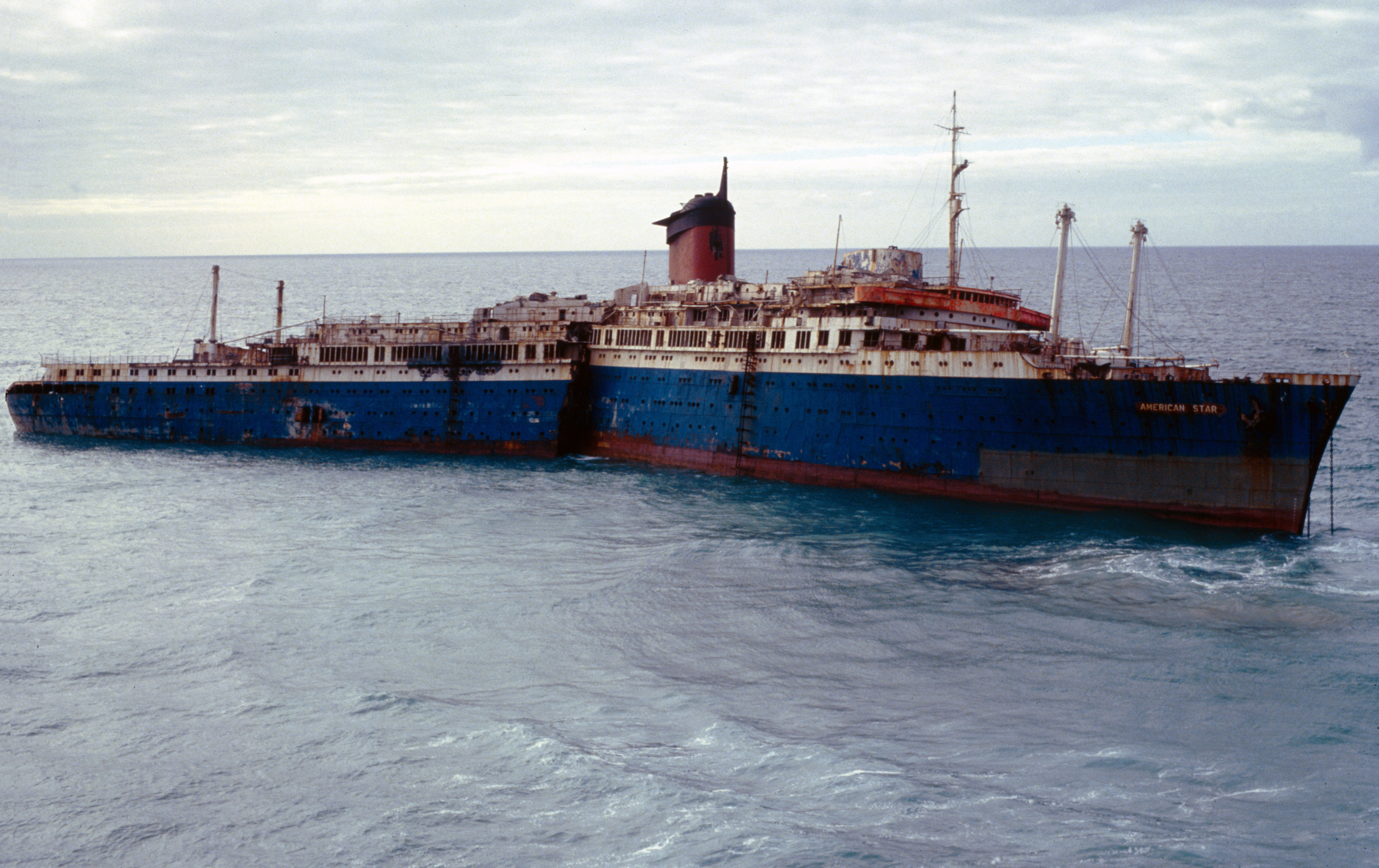
La American Star spezzata in due tronconi dopo essersi incagliata su una spiaggia dell'isola di Fuerteventura

Con il termine nautico incaglio si fa riferimento all'impatto di una nave e un'entità fisica che ne genera l'arresto. Può essere intenzionale, come nell'arenamento (per sbarcare l'equipaggio o il carico) e nel carenaggio (per manutenzione o riparazione), o non intenzionale, come in un incidente marittimo.
Se involontario, l'incaglio può provocare danni alla parte sommersa dello scafo della nave. La rottura dello scafo può portare ad allagamenti significativi che, in mancanza di contenimento con paratie stagne, possono compromettere sostanzialmente l'integrità strutturale, la stabilità e la sicurezza della nave.

## Incidenti
Un grave incaglio produce carichi elevati sulle strutture della nave. Negli incidenti meno gravi ciò potrebbe provocare solo danni allo scafo; tuttavia, negli incidenti più gravi, potrebbe portare a rotture dello scafo, fuoriuscita del carico, perdita totale della nave e, nei casi peggiori, vittime umane.
L'incaglio rappresenta circa un terzo degli incidenti delle navi commerciali, ed è al secondo posto in termini di frequenza, dopo le collisioni. Gli incidenti dovuti all'incagliamento sono oggetto di serie preoccupazioni in molti porti internazionali, ad esempio nel porto di Chittagong in Bangladesh.

### Cause
Tra le cause di incagli involontario possono figurare una o più concatenazioni di eventi quali:
- correnti;[10]
- oscurità;[11][12]
- marea;[12]
- visibilità;[6][7]
- moto ondoso;[10]
- vento[6][7][10]
- profondità della massa d'acqua[6][7][13]
- geometria del canale;[10][12]
- età della nave;[8]
- dimensioni dell'unità;[6][7][8]
- tipo di bastimento;[6][7]
- velocità;[13]
- fattori umani e organizzativi;[6][14][15][16][17][18]
- fatti bellici;
- attacchi terroristici e
- pirateria

## Recupero
In caso di incaglio accidentale, la nave o il suo carico dovranno essere rimossi, se possibile. Questo viene fatto per vari motivi:
- la nave incagliata rimane idonea alla navigazione, quindi viene rimossa per essere riparata e tornare in servizio;
- una nave incagliata è antiestetica;
- una nave incagliata subisce uno stress significativo sulla sua struttura e alla fine sfocerà in naufragio se non adeguatamente gestita;
- la nave contiene materiale pericoloso e può causare danni ambientali se il materiale viene rilasciato, cosa che potrebbe accadere se rimane bloccata per un periodo sufficientemente lungo;
- una nave potrebbe essere rimossa per impedire l'ingresso non autorizzato nella nave da parte della gente del posto;
- la nave incagliata rappresenta un pericolo per la navigazione o altrimenti ostacola una rotta di navigazione.

## Incagli celebri
- Incaglio della USS Port Royal;

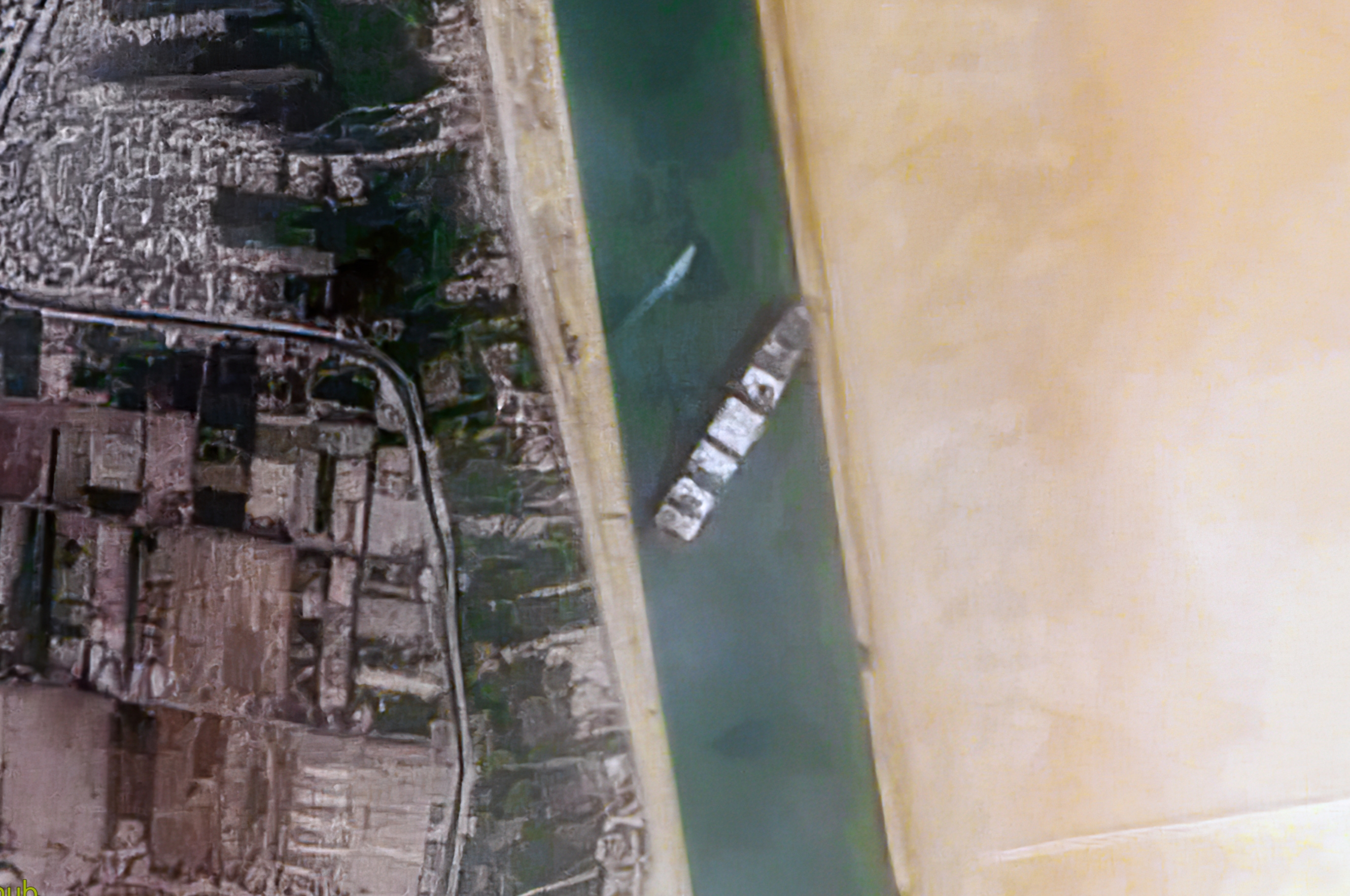
La nave portacontainer Ever Given bloccata nel Canale di Suez nel 2021

- incaglio della Ever Given e blocco del Canale di Suez;
- incaglio dell'Amoco Cadiz;
- naufragio della Costa Concordia;
- naufragio della Exxon Valdez;
- Riverdance;
- World Discoverer;
- incaglio e fuoriuscita di petrolio della portacontainer Rena;
- American Star;
- Torrey Canyon;
- Suevic.